# Чун, Сесилия
Сеси́лия Чун (иер. трад. 張栢芝, кант.-рус.: Чён Пакчи, пиньинь: Чжан Байчжи; род. 24 мая 1980 года) — гонконгская актриса и певица. Является одной из так называемых «звёздных девочек» (星女郎) — актрис, которые засветились благодаря сотрудничеству со Стивеном Чоу. В 2004 году актриса получила награду Hong Kong Film Award в категории «Лучшая актриса» за роль в фильме «Затерянные во времени».

## Биография
Сесилия Чун родилась 24 мая 1980 года в Гонконге, у неё есть сводная сестра, сводный брат и два младших брата. Родители Сесилии  кантонские китайцы, мать наполовину британка. Когда Сесилии было 10 лет, её отец ушёл из дома, вследствие чего родители развелись, а немного позже, когда ей исполнилось четырнадцать, девочку отослали в Австралию, к тёте. Там Сесилия окончила колледж Melbourne Grace в 1998 году и получила первую работу — она работала официанткой в китайском ресторане.
Первые шаги в шоу-бизнесе Сесилия сделала в 18 лет — она приехала в Гонконг на каникулы и вскоре получила предложение сняться в рекламе лимонного чая. Там её заметил Стивен Чоу, как раз искавший девушку с ангельским лицом для своего нового проекта «Король комедии». Чун получила роль, и хотя фильм не стал мегахитом уровня лучших проектов Чоу, бойкую и обаятельную актрису заметили. Сразу же по окончании съемок в «Короле комедии» Джингл Ма доверил ей главную роль в своей мистической мелодраме «Полетели со мной на полярную звезду». Очередная церемония HKFA стала настоящим триумфом для начинающей актрисы: она получила номинацию за лучшую женскую роль в «Полетели», номинацию за лучшую песню в этой же картине и две номинации как лучшая новая актриса (за «Короля комедии» и «Полетели»), и одну из них всё-таки взяла.
В том же 1999 году Сесилия сыграла в боевике «Легенда о скорости», а в следующем появилась в мелодраме «12 ночей», комедии «На помощь!!!» и боевике «Токийский расклад», а также нашла время озвучить японский сериал «Тосинден Субару: Новое поколение». 2001-й год принес ей роли в новогодней комедии «Уянь», романтических комедиях «Пара пара сакура» (с Аароном Квоком) и «Праздник каждый день» (с Леоном Лаем), а также эпизодические роли в фильме Стивена Чоу «Шаолиньский футбол» (вместе с Карен Мок они сыграли пару усатых футболистов, с которыми разделываются герои) и фэнтези-эпике «Легенда Зу». Плюс к этому Сесилия снялась в корейской драме «Файлан» и появилась в комедии «Мастер Кьют 2001», на съемках которой познакомилась с Николасом Се.
К этому моменту Сесилия была уже сложившейся звездой — она регулярно снималась в «новогодних» комедиях (признак большой популярности актёра) и полировала актёрское мастерство, соглашаясь на необычные и сложные роли. Так, в картине «Затерянные во времени» (2003) Дерека Йи она с блеском сыграла женщину, потерявшую любимого и вынужденного в одиночку воспитывать его сына. Работу Сесилии в этой ленте высоко оценили критики — она получила награду HKFA как лучшая актриса (в этом же 2003 её выдвигали как лучшую актрису и за другую роль — в экзистенциальной драме Джонни То «От судьбы не уйдешь»).
Как и другие популярные звезды Гонконга, параллельно с актёрской карьерой Сесилия начала вполне успешно петь — её узнаваемый, чуть хриплый голос понравился и её альбомы всегда неплохо продавались. Всего Чун выпустила около десятка альбомов с 1999 по 2005-й год. Помимо этого Сесилия всегда вела активную общественную жизнь и постоянно участвовала в благотворительных мероприятиях, на одном из которых чуть не рассталась с жизнью. На очередном пресс-ивенте она выполняла автомобильный трюк, но её машина перевернулась и Сесилия попала в больницу — травма была серьёзная и был риск, что Чун навсегда останется парализованной.
После замужества и скандала с фотографиями Эдисона Чэня Сесилия исчезла с экранов. На большой экран актриса смогла вернуться лишь через три года. В 2011 году в прокат вышло сразу несколько картин с её участием: «Всё хорошо, что хорошо кончается», «Охота за сокровищем», «Легендарные амазонки» и др.

## Личная жизнь
На протяжении десяти лет (с 2002 по 2012 год) Сесилия состояла в отношениях с актёром Николасом Се. Отношения пары были далеко не простыми по той причине, что Николас неоднократно порывался вернуться к своей прежней возлюбленной — певице Ван Фэй, из-за чего пресса осуждала Сесилию как «третью лишнюю». В 2006 году пара объявила о помолвке, в августе 2007 года появился их первенец. В мае 2010 года Сесилия родила второго сына. Однако в августе 2011 года Сесилия и Николас объявили о разводе.
В 2008 году уже замужняя актриса была вовлечена в громкий скандал, связанный с публикацией фотографий Эдисона Чэна — гонконгского актёра и певца, чьи эротические фотографии его девушек стали доступны публике после того, как Эдисон сдал в ремонт ноутбук со всеми имеющимися на нём личными файлами. На 143 фотографиях в откровенных позах была изображена Сесилия Чун.
Актриса, которая до этого в связи с выходом замуж и беременностью добровольно отказывалась от съёмок, теперь была отстранена от участия в церемонии открытия Пекинской олимпиады: главный сценарист Олимпиады режиссёр Чжан Имоу снял с участия и её, и Николаса Се.

## Избранная фильмография
| Год  |   | Русское название                      | Оригинальное название                   | Роль                       |
| ---- | - | ------------------------------------- | --------------------------------------- | -------------------------- |
| 2017 | ф | Вышедший из-под контроля              | Out of Control                          | Люси Линь                  |
| 2012 | ф | Опасные связи                         | Wiheomhan gwangye                       | Мо Цзею                    |
| 2012 | ф | Тени любви                            | Ying zi ai ren                          | Париж / Цинь Синь          |
| 2012 | ф | Львиный рык 2                         | He Dong Shi Hou 2                       | Ван Юйин                   |
| 2011 | ф | Всё хорошо, что хорошо кончается 2011 | Ji keung hei si 2011                    | Клэр                       |
| 2011 | ф | Охота за сокровищами                  | Mou ga ji bo                            | Пегги Чанг                 |
| 2011 | ф | Легендарные амазонки                  | Yang men nu jiang zhi jun ling ru shan  | Му Гуининг                 |
| 2011 | ф | Ангелы скорости                       | Ji su tian shi                          | Ю Мэй                      |
| 2006 | ф | Шопоголики                            | Jui oi nui yun kau muk kong             | Фонда Фонд                 |
| 2006 | ф | 601-й телефонный номер                | Di liu ling yi ge dian hua              | Тянью                      |
| 2006 | ф | Моя любимая кунгфуистка               | Ye man mi ji                            | Шангуань Линфэн            |
| 2005 | ф | Клятва                                | Wu ji                                   | Принцесса Цинчэн           |
| 2005 | ф | Сингх с Гималаев                      | Hei ma lai ah sing                      | Павлин                     |
| 2004 | ф | Папа тебя любит                       | Ze go ah ba zan bau za                  |                            |
| 2004 | ф | Фантазия                              | Gwai ma kwong seung kuk                 | Вредный Бобо               |
| 2004 | ф | Белый дракон                          | Fei hap Siu bak lung                    | Чёрный Феникс              |
| 2004 | ф | Секс и красотки                       | Sing gam do see                         | Юки                        |
| 2004 | ф | Одна ночь в Монгкоке                  | Wong Gok hak yeh                        | Дандан                     |
| 2003 | ф | Кошки и мышки                         | Lou she oi sheung mao                   | Бай Йотонг                 |
| 2003 | ф | Бег судьбы                            | Dai zek lo                              | Инспектор Ли Фунг Йи       |
| 2003 | ф | Честность                             | Chuet chung ho nam yun                  | Диди                       |
| 2003 | ф | Потерянные во времени                 | Mong bat liu                            | Сиу Вэй                    |
| 2003 | ф | Любовь под солнцем                    | Ngoi zoi joeng gwong haa                |                            |
| 2002 | ф | Могучее дитя                          | Chuet sai hiu B                         | Бой                        |
| 2002 | ф | Вторая попытка                        | Mou han fou wut                         | Тина Чоу                   |
| 2002 | ф | Львиный рык                           | Ngo ga yau yat chek hiu dung see        | Мотылёк Лю                 |
| 2001 | ф | Убойный футбол                        | Siu Lam juk kau                         | игрок №7 команды «Драконы» |
| 2001 | ф | Воины Зу                              | Shu shan zheng zhuan                    | Энигма                     |
| 2001 | ф | Мастер Кью                            | Lo Foo Ji                               | Мэнди                      |
| 2001 | ф | Праздник каждый день                  | Qing mi da hua wang                     | Вандерфул                  |
| 2001 | ф | Чун Уень                              | Chung Mou Yim                           | Иньчунь / Волшебница-фея   |
| 2001 | ф | Пара Пара Сакура                      | Pa-la Pa-la ying ji fa                  | Юрико                      |
| 2001 | ф | Файлан                                | Pairan                                  | Файлан                     |
| 2000 | ф | Токийский расклад                     | Dong jing gong lüe                      | Саори                      |
| 2000 | ф | Скорая помощь                         | Lat sau wui cheun                       | Янь                        |
| 2000 | ф | Двенадцать ночей                      | Shap yee yeh                            | Жанин                      |
| 1999 | ф | Легенда о скорости                    | Lit feng chin che 2 gik chuk chuen suet | Нэнси                      |
| 1999 | ф | Полетели со мной на Полярную звезду   | Xing yuan                               | Осеннь Юэ                  |
| 1999 | ф | Король комедии                        | Hei kek ji wong                         | Лау Пиу-пиу                |